# Bajor Keresztényszociális Unió
A Bajor Keresztényszociális Unió (németül  Christlich-Soziale Union in Bayern e.V., CSU) kereszténydemokrata politikai párt Németországban. Csak Bajorországban működik, testvérpártja, a CDU Németország többi részét fedi le.
A CSU egyetlen alkalommal indított jelölteket a CDU ellen, a Saar-vidék Nyugat-Németországhoz való csatlakozása után tartott első tartományi választáson, 1957-ben, de a CSU tartományi szekciója később beolvadt a CDU-ba.

A CSU a német tartományi parlamentekben

Szövetségi szinten a CDU-nál szociálisan konzervatívabbnak tartják, bár a legutóbbi időkben baloldalibb nézeteket képviselt bizonyos gazdaságpolitikai ügyekben, mint a testvérpárt. A két szövetséges közt időnként a szakadás határáig hatoló feszültségek alakultak ki, főképp olyan időszakokban, amikor a CDU gyengélkedett. Többnyire azonban szorosan együttműködnek.
Bajorország kormányát a CSU vezeti a tartomány második világháború utáni újjáalakulása óta, és többnyire koalíciós partnerre sincs szüksége. A dominanciának ez a foka egyedülálló a háború utáni Németországban. Szövetségi szinten a párt a Bundestagban közös frakciót alkot a CDU-val.
Sokak szerint a párt ideológiai alapjait Franz Josef Strauß (1915–1988) fektette le, bár ahhoz túl fiatal volt, hogy a párt alapítója lehessen. A CSU a Weimari köztársaság idején működő Bajor Néppárt, illetve kevésbé a katolikus Centrum Párt örököseként szerveződött a második világháború után.
2002-ben Edmund Stoiber indult a német kancellári posztért, de veszített Gerhard Schröderrel szemben. Bajorországban azonban megmaradt a CSU dominanciája, és a 2003-as bajor választásokon abszolút többséget nyert. Markus Söder 2019 óta vezeti a CSU-t.

## Ideológiája

### Család- és társadalompolitika
A párt a házasságot és a családot tekinti a társadalom alapjának és természetes életmódjának. A párt 2007-es programjában már az ettől eltérő család típusokat (egyszülős család, mozaikcsalád és az azonos nemű párok házassága) sem utasítja el.
A párt a Zöldek és a Német Szabademokrata Párttal szemben szorgalmazza a burka és a niqab viselésének betiltását.

### Európa politika
A CDU-hoz hasonlóan a CSU is Európa-párti. A párt a "régiók Európájában" hisz és a szubszidiaritás elve melletti kiállásban. 1976-ban a CSU még egy Európai Szövetségi Állam létrehozását szorgalmazta.

## Elnökei
- 1946–1949: Josef Müller
- 1949–1955: Hans Ehard
- 1955–1961: Hanns Seidel
- 1961–1988: Franz Josef Strauss
- 1988–1999: Theodor Waigel
- 1999–2007: Edmund Stoiber
- 2007–2008: Erwin Huber
- 2008–2019: Horst Seehofer
- 2019– : Markus Söder

## Lásd még
- Kereszténydemokrata Unió (CDU)